# Покидов, Сергей Алексеевич
Сергей Алексеевич Покидов (род. 4 июня 1967 года) - советский, российский и казахстанский игрок в хоккей с мячом.

## Карьера
Воспитанник мончегорского хоккея с мячом. В сезоне 1987/88 играл в Оренбурге в составе «Локомотива». 
Начиная с 1988 года играет за мончегорский «Североникель». В 1996 году стал лучшим бомбардиром чемпионата, забив 42 мяча. А к осени 1996 года получил приглашение в нижегородский «Старт». В составе команды был серебряным призёром чемпионата России (2001/02) и дважды бронзовым призёром чемпионата России (1997/98, 1999/2000).
В 2004-06 годах снова в Мончегорске. 
После двух сезонов (2006-08) проведённых в «Старте», оказался в команде «Боровичи». В сезоне 2008/09 года установил клубный рекорд результативности за сезон — 87 мячей. В 2010 году завершил карьеру игрока.
В высшей лиге провёл 450 игр, забил 428 мячей.
В играх на Кубок России провёл 115 матчей, 88 раз поразив ворота.
Включался в список 22 лучших игроков сезона - 1993, 1996.
На чемпионате мира 2001 года играл в составе сборной Казахстана.